# Галисийско-португальский язык

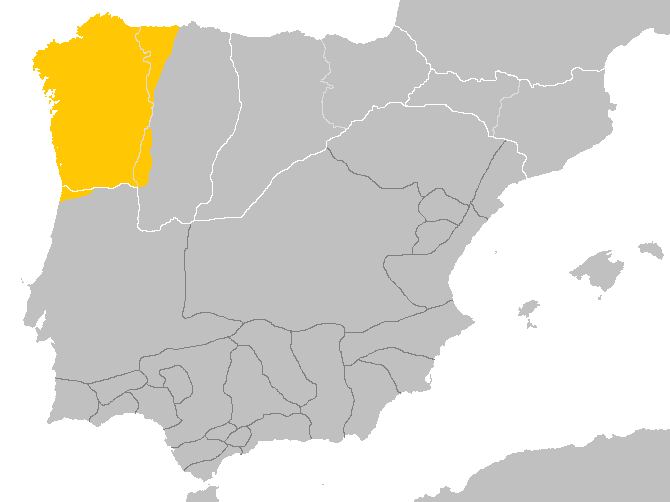
Лингвистический ареал галисийско-португальского языка в королевствах Галисии и Леона до X века (до разделения на галисийский и португальский языки)

Галиси́йско-португа́льский язык (порт. galego-português, галис. galego-portugués) — общее название галисийских и португальских говоров XII—XIV веков. Развился из народной латыни в северо-западной части Иберийского полуострова. Представлял собой трудноразличимое единство старогалисийского и старопортугальского языков.
На галисийско-португальском языке трубадуры и жонглёры местной традиции сочиняли кантиги (песни), благодаря чему он стал литературным языком некоторых королевств Пиренейского полуострова: Галисии, Португалии, Кастилии и Леона. Крупнейшим поэтом, писавшим на этом языке, был португальский «король-трубадур» Диниш I, что нисколько не умаляет славу великих галисийских авторов: Мартина Кодаса (Кодакса), Жуана де Кангас, Мендиньо. До наших дней дошло 420 паралитургических кантиг, составленных при дворе кастильского короля Альфонсо X Мудрого, и более 1680 светских кантиг на галисийско-португальском языке. Основываясь на текстах сохранившихся кантиг, исследователи полагают, что одним из первых авторов, использовавших галисийско-португальский язык в качестве литературного языка на северо-западе Пиренеев, был Бернал де Бонавал.
В начале XV века разделился на самостоятельные галисийский и португальский языки ввиду ряда политических и социолингвистических причин.

## Названия
Галисийско-португальским языком называют говоры, которые складывались в Галисии и на севере Португалии в период Реконкисты. Этот язык назывался романским (romance), и для избежания путаницы с другими языками, которые также назывались романскими, в научный обиход вошло условное понятие «галисийско-португальский», или как у Роберта А. Холла младшего (Rodert A. Hall, Jr.) — «романский галисийско-португальский» (Romance Galego-Portugês). Так, ленинградский филолог Е. Г. Голубева писала:

До XV в. на западе Пиренейского полуострова был распространен романский язык, условно называемый галисийско-португальским, который в дальнейшем разделился на два самостоятельных языка — галисийский к северу и португальский к югу от реки Минью, по которой прошла государственная граница после окончательного присоединения Галисии к Кастильскому королевству.— Голубева Е. Г.  Профессор О. К. Васильева-Шведе и португало-бразильские исследования в России, 1995
Под условным научным понятием XIX, XX и XXI столетий «галисийско-португальский» подразумевается определённый период развития как галисийского языка — старогалисийский, так и португальского языка — старопортугальский, хотя эти термины не были самоназваниями в эпоху Средних веков. Поэтому относительно одного и того же средневекового документа или кантиги могут употребляться термины «галисийско-португальский», «старогалисийский» и «галисийский»; или «галисийско-португальский», «старопортугальский» и «португальский», согласно различным вариантам периодизации учёных ранее единого, а ныне отдельных языков. Это подтверждается словами Е. Г. Голубевой:

В средние века галисийский язык был языком деловой письменности и художественной литературы, языком блестящей трубадурской поэзии. Эта поэзия звучала не только на территории теперешних Галисии и Португалии — многие поэты Кастилии сочиняли стихи на старогалисийском или старопортугальском языках, разница между которыми тогда ещё почти не ощущалась.— Голубева Е. Г. О. К. Васильева-Шведе и русская португалистика, 1976

## История

Государства Иберийского полуострова начала XI века (около 1030 года)

С VIII по XII век в процессе Реконкисты галисийско-португальский ареал постепенно обособлялся от других групп говоров Пиренеев, что сопровождалось специфическими процессами, которые не происходили в Кастилии и Леоне. Португальский лингвист Иву Каштру (Ivo Castro) полагает, что на отличающемся от народной латыни новом романском галисийско-португальском языке (um romance galego-português) начали говорить с VII века в бывших римских провинциях Галлеция и Астурика (лат. Gallaecia et Asturica — современные Галисия, север Португалии и запад Астурии), свидетельством чему являются два феномена фонетических изменений, воздействовавших на лексику: палатализация (смягчение) групп начальных согласных pl-, kl-, fl- латинских слов в африкативный палатальный глухой tš- (лат. plicare > гал.-порт. tšegar > порт. chegar) и выпадение интервокальных -n- и -l- (лат. manu > гал.-порт. mão-o > порт. mão). Эти явления характерны именно для галисийско-португальского языка и не наблюдаются ни в кастильском, ни в леонском, ни в мосарабском языках. Галисийско-португальскому языку была свойственна назализация гласных, что сохранилось в современном португальском, но исчезло из современного галисийского языка. Галисийско-португальские формы определённого и неопределённого артиклей (например: lo, la или o, a) отличались от кастильских и ныне являются общими для современных португальского и галисийского языков, как и слияние предлогов с артиклями: de + o > do; en + a > na; por + o > гал.-порт. polo, галис. polo, порт. pelo.
Несмотря на незначительные локальные различия, с IX по XIV век новый разговорный романский язык к северу и к югу от реки Минью был единым. Старогалисийский и старопортугальский языки имели мало отличий, то есть практически совпадали. В период Реконкисты с XII по XIV век начинали складываться национальности Иберийского полуострова и формировался иберо-романский языковой ареал с дальнейшим появлением на его основе четырёх иберо-романских языков: испанского, португальского, галисийского и каталанского.
Е. Г. Голубева писала: «Во времена Высокого Средневековья Галисия стала крупным центром духовной культуры, значение которого, благодаря паломничеству в Сантьяго-де-Компостела, далеко выходило за пределы Пиренейского полуострова. <…> Вступая во взаимодействие с местными романскими (так называемыми „мосарабскими“) говорами и приобретая некоторые специфические черты, язык этот оставался в основе своей галисийским».
Несмотря на то, что сохранились юридические документы на галисийско-португальском языке, в более узком смысле под этим понятием также подразумевается «средневековое поэтическое койне галисийских трубадуров, которым пользовались также португальские и кастильские поэты». Его формирование в центральной и западной части Пиренейского полуострова относится к концу XII — началу XIII веков. Этот литературный галисийско-португальский язык был общим для поэтов-трубадуров некоторых королевств Пиренейского полуострова: Галисии, Португалии, Кастилии и Леона. Расцвет галисийско-португальской трубадурской лирики приходится на XIII век.
Согласно Е. М. Вольф, единство галисийско-португальского языка сохранялось до конца XIII века, а к середине XIV века произошло его размежевание, поскольку между галисийскими и португальскими документами, переводами и хрониками конца XIV — начала XV века уже наблюдаются явные отличия. С одной стороны, галисийско-португальский язык развивался в своём противопоставлении народной латыни, а с другой стороны — мосарабскому, леонскому и кастильскому языкам. В историко-политическом плане важно учитывать постепенное, но долговременное смещение границы между христианским и мусульманским мирами и центров власти христианских королей с севера на юг. Границы менялись не только в ходе Реконкисты, но и по результатам междоусобных войн противоборствующих христианских суверенов, при разделах наследных территорий или их объединениях.
Нарушению единства общего языка способствовало основание графства Португалии в 868 году со столицей в Порту. Афонсу Энрикеш перенёс столицу графства в Коимбру и после победы в битве при Оурике в 1139 году провозгласил независимое королевство, которое было признано таковым папой Александром III в 1179 году. В 1230 году произошло объединение королевств Кастилии и Леона, когда Галисия была частью короны Леона, после чего галисийско-португальский (старогалисийский) язык стал испытывать возрастающее воздействие кастильского языка. Ориентация формирования португальского языка ещё более сдвинулась с севера (Галисия) на юг, когда центр королевской власти переместился в Лиссабон, и при Динише I окончательно установились пределы Португальского королевства на Пиренейском полуострове. Пути развития португальского и галисийского разошлись настолько, что к XVI веку они стали двумя разными языками.
С наступлением «тёмных веков», когда с XVI по XVIII век литературные произведения на галисийском языке почти совершенно отсутствовали, галисийско-португальское койне куртуазной поэзии осталось в блистательном прошлом. Энциклопедический словарь Брокгауза и Ефрона зафиксировал восприятие XIX века, когда под галисийским языком подразумевался португальский: «На португальском языке говорят не только в Португалии и Галиции (gallego) <…> диалект Галиции, как испанской провинции, подвергся значительным переменам и утратил свою прежнюю окраску». «Жители Г., или галлегосы, <…> говорят наречием, которое можно почти принять за испорченный португальский язык и которого испанец не понимает». До обретения официального статуса в качестве регионального языка согласно пункту 2 статьи 3 Испанской конституции 1978 года галисийский рассматривался филологами как диалект или испанского, или португальского языков.

## Галисийско-португальский язык в наше время
В настоящее время галисийско-португальский язык относят к старопортугальскому (или архаическому) периоду развития португальского языка — с конца XII века до середины XIV века, что также соответствует старогалисийскому периоду галисийского языка. Традиционно современные галисийский и португальский трактуются как отдельные языки общего происхождения. В то же время существует концепция галисийско-португальского реинтеграционизма, в рамках которой:
- постулируется вхождение португальского и галисийского в единое языковое пространство (диалектный континуум);
- используется орфография, приближенная к португальской и средневековой галисийско-португальской.